# Super League 2015 (India)
La Indian Super League 2015, chiamata ufficialmente 2015 Hero Indian Super League per ragioni di sponsorizzazione, è stata la seconda edizione di uno dei principali campionati del calcio indiano. La stagione è iniziata il 3 ottobre 2015 e s'è conclusa il 20 dicembre 2015, con la vittoria del Chennaiyin.

## Stagione

### Avvenimenti
Il successo della prima edizione della Indian Super League ha avuto il suo effetto in termini di sponsorizzazioni. La nuova lega calcistica indiana, lanciata l'anno precedente grazie a incentivi economici per le franchigie partecipanti e agli ingaggi di vecchie glorie del calcio europeo, è ormai alle porte della sua seconda edizione, con premesse ben maggiori rispetto a quelle della stagione d'esordio. È quanto lasciano intendere i ricavi dalle sponsorizzazioni per la ISL, quasi raddoppiati nel giro di dodici mesi: 13,6 milioni di euro (oltre cento crore) contro i 7,5 dell'anno precedente, grazie anche a nuove partnership e accordi rinnovati al termine della prima stagione.
Un boom di sponsorizzazioni legato indubbiamente all'enorme risposta di pubblico ricevuta nella prima edizione del neonato torneo. La regular season è stata infatti seguita da una media di 25.371 spettatori paganti a partita, cifra superiore alla media della Serie A al termine della stagione 2014-15. Per i Kerala Blasters e i campioni uscenti dell'Atlético de Kolkata, inoltre, la media stagionale supera i quarantamila spettatori nelle sfide di regular season. Ennesima conferma delle potenzialità del calcio in un paese come l'India, che ha attratto non solo nuovi sponsor, ma anche l'interesse di società calcistiche europee.

### Calciomercato

#### Allenatori
Tre i cambi quest'anno, nel Delhi Dynamos, Harm van Veldhoven se ne va e lascia la panchina al connazionale René Meulensteen, nella panchina dei Kerala Blasters, l'inglese Peter Taylor prende il posto del suo connazionale David James, mentre nella panchina del Pune City un altro inglese, David Platt, prende le redini della squadra al posto dell'italiano Franco Colomba.

## Squadre partecipanti e allenatori

### Squadre partecipanti e stadi
| Club                | Stagione | Città    | Stadio                           | Stagione precedente                                                                          |
| ------------------- | -------- | -------- | -------------------------------- | -------------------------------------------------------------------------------------------- |
| Atlético de Kolkata | dettagli | Calcutta | Yuva Bharati Krirangan           | 3ª Classificata, finalista di play-off contro Kerala Blasters Vincitrice Indian Super League |
| Chennaiyin          | dettagli | Chennai  | Marina Arena                     | 1ª Classificata, semifinalista di play-off.                                                  |
| Delhi Dynamos       | dettagli | Delhi    | Jawaharlal Nehru Stadium         | 5ª Classificata.                                                                             |
| FC Goa              | dettagli | Goa      | Fatorda Stadium                  | 2ª Classificata, semifinalista di play-off.                                                  |
| Kerala Blasters     | dettagli | Kochi    | Jawaharlal Nehru Stadium (Kochi) | 4ª Classificata, finalista di play-off contro l'Atlético de Kolkata                          |
| Mumbai City         | dettagli | Mumbai   | DY Patil Stadium                 | 7ª Classificata.                                                                             |
| NorthEast Utd       | dettagli | Guwahati | Indira Gandhi Athletic Stadium   | 8ª Classificata.                                                                             |
| Pune City           | dettagli | Pune     | Balewadi Stadium                 | 6ª Classificata.                                                                             |

### Allenatori
| Club                | Allenatore          | In carica dal     | Vice-allenatore   |
| ------------------- | ------------------- | ----------------- | ----------------- |
| Atlético de Kolkata | Antonio López Habas | 2014              | Bastob Roy        |
| Chennaiyin          | Marco Materazzi     | 12 settembre 2014 | Vivek Nagul       |
| Delhi Dynamos       | Roberto Carlos      | 5 luglio 2015     | Raman Vijayan     |
| FC Goa              | Zico                | 3 settembre 2014  | Vannucci Fernando |
| Kerala Blasters     | Terry Phelan        | 28 Ottobre 2015   | Trevor Morgan     |
| Mumbai City         | Nicolas Anelka      | 3 luglio 2015     | Oscar Bruzon      |
| NorthEast Utd       | César Farías        | 1 luglio 2015     | Guillermo Sánchez |
| Pune City           | David Platt         | 27 maggio 2015    | Renedy Singh      |

#### Cambio di allenatore
| Squadra         | Allenatore in uscita | Motivo             | Dal             | Fino al          | Allenatore in entrata   | A partire dal    |
| --------------- | -------------------- | ------------------ | --------------- | ---------------- | ----------------------- | ---------------- |
| Kerala Blasters | David James          | Fine contratto     |                 | 20 dicembre 2014 | Peter Taylor            | 9 maggio 2015    |
| Pune City       | Franco Colomba       | Fine contratto     |                 | 20 dicembre 2014 | David Platt             | 27 maggio 2015   |
| NorthEast Utd   | Ricki Herbert        | Fine contratto     |                 | 20 dicembre 2014 | César Farías            | 1º luglio 2015   |
| Mumbai City     | Peter Reid           | Fine contratto     |                 | 20 dicembre 2014 | Nicolas Anelka          | 27 Ottobre 2015  |
| Delhi Dynamos   | Harm van Veldhoven   | Fine contratto     |                 | 20 dicembre 2014 | Roberto Carlos          | 5 luglio 2015    |
| Kerala Blasters | Peter Taylor         | Consenso reciproco | 9 maggio 2015   | 27 ottobre 2015  | Trevor Morgan (Interim) | 27 ottobre 2015  |
| Kerala Blasters | Trevor Morgan        | Coach ad Interim   | 27 ottobre 2015 | 1º novembre 2015 | Terry Phelan            | 1º novembre 2015 |

## Calciatori stranieri

### Giocatori marquee
| Squadra             | Giocatore marquee |
| ------------------- | ----------------- |
| Atlético de Kolkata | Hélder Postiga    |
| Chennaiyin          | Elano             |
| Delhi Dynamos       | Roberto Carlos    |
| FC Goa              | Lucio             |
| Kerala Blasters     | Carlos Marchena   |
| Mumbai City         | Nicolas Anelka    |
| NorthEast Utd       | Simão             |
| Pune City           | Adrian Mutu       |

### Giocatori stranieri
| Squadra             | Giocatore 1        | Giocatore 2            | Giocatore 3                | Giocatore 4     | Giocatore 5     | Giocatore 6          | Giocatore 7     | Giocatore 8         | Giocatore 9     | Giocatore 10          | Giocatore 11    | Giocatore 12 | Giocatore 13 |
| ------------------- | ------------------ | ---------------------- | -------------------------- | --------------- | --------------- | -------------------- | --------------- | ------------------- | --------------- | --------------------- | --------------- | ------------ | ------------ |
| Atlético de Kolkata | Iain Hume          | Ofentse Nato           | Josemi                     | Borja Fernández | Tiri            | Jaime Gavilán        | Sameehg Doutie  | Juan Calatayud      | Valdo           | Dejan Lekić           | Jorge Alonso    |              |              |
| Chennaiyin          | Marco Materazzi    | Bruno Pelissari        | Apoula Edel                | Fikru Tefera    | Bernard Mendy   | Éder                 | Raphael Augusto | Maílson Alves       | Manuele Blasi   | Alessandro Potenza    | Stiven Mendoza  |              |              |
| Delhi Dynamos       | Gustavo Marmentini | Hans Mulder            | Vinicius Ferreira de Souza | John Arne Riise | Chicão          | Anders Svensson      | Florent Malouda | Adil Nabi           | Toni Doblas     | Richard Gadze         | Serginho Greene |              |              |
| FC Goa              | Grégory Arnolin    | Elinton Andrade        | Reinaldo                   | Victor Simões   | Jofre           | Jonatan Lucca        | Léo Moura       | Darryl Duffy        | Luciano Sabrosa | Rafael Coelho         | Dudu Omagbemi   |              |              |
| Kerala Blasters     | Chris Dagnall      | Victor Herrero Forcada | Antonio German             | Sanchez Watt    | João Coimbra    | Josué Currais Prieto | Peter Ramage    | Stephen Bywater     | Bruno Perone    | Marcus Williams       | Rodrigo Arroz   |              |              |
| Mumbai City         | Darren O'Dea       | Juan Aguilera Núñez    | Sony Nordé                 | Pavel Čmovš     | André Moritz    | Selim Ben Achour     | Cristian Bustos | Frédéric Piquionne  | Frantz Bertin   | Aitor Fernández López |                 |              |              |
| NorthEast Utd       | Miguel Garcia      | Kondwani Mtonga        | Cédric Hengbart            | Nicolás Vélez   | Diomansy Kamara | Bruno Herrero Arias  | Silas           | Gennaro Bracigliano | Francis Dadzie  | Boubacar Sanogo       | André Bikey     | Javier López | Victor Mendy |
| Pune City           | Kalu Uche          | Yendrick Ruiz          | Steve Simonsen             | Nicky Shorey    | Didier Zokora   | James Bailey         | Tuncay Şanlı    | Diego Colotto       | Roger Johnson   | Wesley Verhoek        |                 |              |              |

## Classifica finale
|                  | Pos. | Squadra             | Pt | G  | V | N | P | GF | GS | DR  |
| ---------------- | ---- | ------------------- | -- | -- | - | - | - | -- | -- | --- |
|                  | 1.   | FC Goa              | 25 | 14 | 7 | 4 | 3 | 27 | 20 | 7   |
|                  | 2.   | Atlético de Kolkata | 23 | 14 | 7 | 2 | 5 | 26 | 17 | 9   |
| India (bandiera) | 3.   | Chennaiyin          | 22 | 14 | 7 | 1 | 6 | 25 | 15 | 10  |
|                  | 4.   | Delhi Dynamos       | 22 | 14 | 6 | 4 | 4 | 18 | 20 | -2  |
|                  | 5.   | NorthEast Utd       | 20 | 14 | 6 | 2 | 6 | 18 | 23 | -5  |
|                  | 6.   | Mumbai City         | 16 | 14 | 4 | 4 | 6 | 16 | 26 | -10 |
|                  | 7.   | Pune City           | 15 | 14 | 4 | 3 | 7 | 19 | 21 | -2  |
|                  | 8.   | Kerala Blasters     | 13 | 14 | 3 | 4 | 7 | 22 | 27 | -5  |

Legenda:

       Campione dell'Indian Super League
      Ammesse ai Play-off

## Spareggi

### Play-off

#### Tabellone
|  | Semifinali | Semifinali          | Semifinali | Semifinali | Semifinali |  |  | Finale | Finale     | Finale | Finale | Finale |  |
|  |            |                     |            |            |            |  |  |        |            |        |        |        |  |
|  | 4          | Delhi Dynamos       | 1          | 0          | 1          |  |  |        |            |        |        |        |  |
|  | 1          | FC Goa              | 0          | 3          | 3          |  |  | 1      | FC Goa     | 2      | -      | -      |  |
|  | 3          | Chennaiyin          | 3          | 1          | 4          |  |  | 3      | Chennaiyin | 3      | -      | -      |  |
|  | 2          | Atlético de Kolkata | 0          | 2          | 2          |  |  |        |            |        |        |        |  |

## Statistiche

### Squadre

#### Classifica in divenire
|                     | 1ª | 2ª | 3ª | 4ª | 5ª | 6ª | 7ª | 8ª | 9ª | 10ª | 11ª | 12ª | 13ª | 14ª |
| ------------------- | -- | -- | -- | -- | -- | -- | -- | -- | -- | --- | --- | --- | --- | --- |
| Atlético de Kolkata | 3  | 4  | 7  | 7  | 7  | 7  | 10 | 10 | 13 | 14  | 17  | 20  | 23  | 23  |
| Chennaiyin          | 0  | 0  | 3  | 6  | 6  | 9  | 10 | 10 | 10 | 10  | 13  | 16  | 19  | 22  |
| Delhi Dynamos       | 0  | 3  | 6  | 9  | 9  | 12 | 13 | 14 | 15 | 18  | 18  | 21  | 22  | 22  |
| FC Goa              | 3  | 4  | 4  | 7  | 10 | 10 | 11 | 14 | 15 | 18  | 18  | 19  | 22  | 25  |
| Kerala Blasters     | 3  | 4  | 4  | 4  | 4  | 4  | 5  | 8  | 8  | 11  | 11  | 12  | 12  | 13  |
| Mumbai City         | 0  | 1  | 1  | 4  | 7  | 10 | 10 | 11 | 12 | 12  | 12  | 13  | 13  | 16  |
| NorthEast United    | 0  | 0  | 0  | 3  | 6  | 6  | 7  | 10 | 13 | 13  | 16  | 17  | 17  | 20  |
| Pune City           | 3  | 6  | 6  | 9  | 9  | 12 | 13 | 13 | 14 | 15  | 15  | 15  | 15  | 15  |

#### Primati stagionali

##### Squadre
- Maggior numero di vittorie:  FC Goa ,  Atlético de Kolkata e  Chennaiyin (7)
- Minor numero di sconfitte:  FC Goa (3)
- Miglior attacco:  FC Goa (27)
- Miglior difesa:  Chennaiyin (15)
- Miglior differenza reti:  Chennaiyin (+10)
- Maggior numero di pareggi:  FC Goa ,  Delhi Dynamos ,  Kerala Blasters e  Mumbai City (4)
- Minor numero di pareggi:  Chennaiyin (1)
- Partita con più spettatori:  Kerala Blasters vs  Delhi Dynamos 0-1 (62 087)
- Partita con meno spettatori:  Pune City vs  Delhi Dynamos 1-2 (8 467)
- Media spettatori più alta:  Kerala Blasters (52 008)
- Media spettatori più bassa:  Pune City (9 067)
- Minor numero di vittorie:  Kerala Blasters (3)
- Maggior numero di sconfitte:  Kerala Blasters ,  Pune City (7)
- Peggior attacco:  Mumbai City (16)
- Peggior difesa:  Kerala Blasters (27)
- Peggior differenza reti:  Mumbai City (-10)
- Partita con più reti:  FC Goa vs  Mumbai City 7-0
- Partita con maggiore scarto di gol:  FC Goa vs  Mumbai City 7-0
- Miglior serie positiva:  Chennaiyin (4 vittorie consecutive)
- Peggior serie negativa:  Kerala Blasters ,  Pune City (4 sconfitte consecutive)

### Individuali

#### Classifica marcatori
| Gol | Rigori |  | Giocatore           | Squadra             |
| --- | ------ |  | ------------------- | ------------------- |
| 13  |        |  | Stiven Mendoza      | Chennaiyin          |
| 11  | 3      |  | Iain Hume           | Atlético de Kolkata |
| 7   |        |  | Reinaldo            | FC Goa              |
| 6   |        |  | Chris Dagnall       | Kerala Blasters     |
| 6   |        |  | Jeje Lalpekhlua     | Chennaiyin          |
| 6   | 1      |  | Antonio German      | Kerala Blasters     |
| 6   | 3      |  | Sunil Chhetri       | Mumbai City         |
| 5   |        |  | Nicolás Vélez       | NorthEast Utd       |
| 5   |        |  | Arata Izumi         | Atlético de Kolkata |
| 4   |        |  | Kalu Uche           | Pune City           |
| 4   |        |  | Mohammed Rafi       | Kerala Blasters     |
| 4   |        |  | Richard Gadze       | Delhi Dynamos       |
| 4   |        |  | Adrian Mutu         | Pune City           |
| 4   |        |  | Robin Singh         | Delhi Dynamos       |
| 4   |        |  | Dudu Omagbemi       | FC Goa              |
| 4   |        |  | Thongkhosiem Haokip | FC Goa              |
| 4   |        |  | Jofre               | FC Goa              |
| 4   | 2      |  | Elano               | Chennaiyin          |